# 仙南地域広域行政事務組合
仙南地域広域行政事務組合（せんなんちいきこういきぎょうせいじむくみあい）は、宮城県白石市、角田市、蔵王町、七ヶ宿町、大河原町、村田町、柴田町、川崎町、丸森町、の2市7町で構成する一部事務組合。

## 共同事務
【出典】
1. 視聴覚教材センターの設置、管理運営に関すること
2. 消防及び救急業務に関すること（消防団に関する事務を除く）
3. 一般廃棄物の処理並びに一般廃棄物処理施設の設置及び管理運営に関すること
4. 火葬場の設置、管理運営に関すること
5. 文化交流広場の設置、管理運営に関すること
6. 仙南広域圏の振興発展に資する事業の実施に関すること
7. 広域圏活性化プロジェクト中核施設の設置、管理運営に関すること
8. 介護認定審査会の設置及び運営に関すること
9. 液化石油ガスの保安の確保及び取引の適正化に関する法律の規定による事務のうち構成市町において処理されるものとされた事務に関すること
10. 火薬類取締法の規定による事務のうち構成市町において処理されるものとされた事務に関すること
11. 賦課徴税することとなっている地方税に係る滞納事案のうち、構成市町の長による協議により組合が処理することとなった事案に係る滞納整理に関すること
12. 障害者の日常生活及び社会生活を総合的に支援するための法律の規定による市町村審査会の設置及び運営に関すること

## 管内の現況
- 管内の人口 - 170,965人
  - 白石市 - 33,730人
  - 角田市 - 28,798人
  - 大河原町 - 23,692人
  - 村田町 - 10,833人
  - 柴田町 - 38,632人
  - 川崎町 - 8,711人
  - 丸森町 - 13,333人
  - 蔵王町 - 11,866人
  - 七ヶ宿町 - 1,370人

2019年（令和元年）11月30日現在
- 管内の世帯数 - 68,996世帯
  - 白石市 - 14,242世帯
  - 角田市 - 11,444世帯
  - 大河原町 - 9,848世帯
  - 村田町 - 4,016世帯
  - 柴田町 - 15,851世帯
  - 川崎町 - 3,378世帯
  - 丸森町 - 5,087世帯
  - 蔵王町 - 4,477世帯
  - 七ヶ宿町 - 653世帯

2019年（令和元年）11月30日現在
- 管内の面積 - 1,551.40 km2
  - 白石市 - 286.48 km2
  - 角田市 - 147.53 km2
  - 大河原町 - 24.99 km2
  - 村田町 - 78.38 km2
  - 柴田町 - 54.03 km2
  - 川崎町 - 270.77 km2
  - 丸森町 - 273.30 km2
  - 蔵王町 - 152.83 km2
  - 七ヶ宿町 - 263.09 km2

2019年（令和元年）10月1日現在

## 所在地
※ 消防部局の施設を除く
| 施設                   | 郵便番号   | 所在地                                  |
| ---------------------- | ---------- | --------------------------------------- |
| 事務局                 | 〒989-1264 | 宮城県柴田郡大河原町字新青川1-1         |
| 白石斎苑               | 〒989-0222 | 宮城県白石市鷹巣字石倉9-1               |
| 七ヶ宿斎苑             | 〒989-0500 | 宮城県刈田郡七ヶ宿町字横目山37          |
| あぶくま斎苑           | 〒981-2105 | 宮城県伊具郡丸森町舘矢間松掛字上63-1    |
| 柴田斎苑               | 〒989-1321 | 宮城県柴田郡村田町大字沼辺字粕沢25      |
| 川崎斎苑               | 〒989-1501 | 宮城県柴田郡川崎町大字前川字竜雲寺1     |
| 仙南クリーンセンター   | 〒981-1517 | 宮城県角田市毛萱字西ノ入43-11           |
| 仙南リサイクルセンター | 〒989-0831 | 宮城県刈田郡蔵王町大字平沢字新並124-104 |
| 仙南最終処分場         | 〒989-0222 | 宮城県白石市鷹巣字黒岩下7-1             |
| 角田衛生センター       | 〒981-1504 | 宮城県角田市枝野字北大坊90              |
| 柴田衛生センター       | 〒989-1765 | 宮城県柴田郡柴田町大字成田字待江151     |
| 教育委員会事務局       | 〒989-1267 | 宮城県柴田郡大河原町字小島1-1           |
| 視聴覚教材センター     | 〒989-1267 | 宮城県柴田郡大河原町字小島1-1           |
| 仙南芸術文化センター   | 〒989-1267 | 宮城県柴田郡大河原町字小島1-1           |
| 議会事務局             | 〒989-1264 | 宮城県柴田郡大河原町字新青川1-1         |

## 常備消防
仙南地域広域行政事務組合消防本部（せんなんちいきこういきぎょうせいじむくみあい）は、宮城県白石市、角田市、柴田郡、伊具郡、刈田郡を管轄する消防部局（消防本部）。

### 消防署等
消防署
| 消防署       | 郵便番号   | 所在地                           |
| ------------ | ---------- | -------------------------------- |
| 白石消防署   | 〒989-0255 | 宮城県白石市城北町4-2            |
| 角田消防署   | 〒981-1505 | 宮城県角田市角田字大坊41         |
| 大河原消防署 | 〒989-1264 | 宮城県柴田郡大河原町字新青川1-1  |
| 柴田消防署   | 〒989-1604 | 宮城県柴田郡柴田町船岡東4丁目6-2 |

出張所・派出所
| 出張所・派出所 | 郵便番号   | 所在地                               |
| -------------- | ---------- | ------------------------------------ |
| 蔵王出張所     | 〒989-0821 | 宮城県刈田郡蔵王町大字円田字谷地76-2 |
| 七ヶ宿出張所   | 〒989-0512 | 宮城県刈田郡七ヶ宿町字関126          |
| 丸森出張所     | 〒981-2151 | 宮城県伊具郡丸森町字鳥屋82-1         |
| 村田出張所     | 〒989-1305 | 宮城県柴田郡村田町大字村田字西田56-1 |
| 川崎出張所     | 〒989-1501 | 宮城県柴田郡川崎町大字前川字町尻11-1 |
| 槻木派出所     | 〒989-1752 | 宮城県柴田郡柴田町槻木下町2丁目7-36  |